# Ворогушино (Тюменская область)
Ворогушино — село в Тобольском районе Тюменской области России. Административный центр Ворогушинского сельского поселения.

## История
Село основано около 1688 года под названием Вовражье переселенцами из села Бизино на берегу Иртыша, которые переселились "в овраги" у реки Старица. По переписи 1799 года в селе числилось 8 домов Русановых, в 1904 — 7 дворов, а в 1924 — 55 дворов.
В 1956 году ворогушинский колхоз «Майский путь» был укрупнен за счет объединения с двумя соседними «Красный путь» и «им. Сталина». Центральной усадьбой образовавшегося колхоза «им. Сталина» стало Ворогушино. 1 апреля 1965 года колхоз «Имени Сталина» был реорганизован в совхоз «Советская Сибирь». С 1999 года муниципальное унитарное сельскохозяйственное предприятие (МУСХП) «Сибирь».

## Население
| 2010 |
| ---- |
| 315  |

## Улицы
Улицы в селе Ворогушино
- улица Молодежная
- улица Набережная
- улица Новая
- улица Советская
- улица Совхозная
- улица Центральная
- улица Школьная
- переулок Школьный

### СНТ
- Виктория
- Вишневый сад

## Памятники
- Памятный обелиск солдатам, павшим в годы Великой Отечественной войны[4]

## Учреждения
- Ворогушинская основная общеобразовательная школа[5]
- Пункт добровольной пожарной охраны[6]